# Syndicat des opérateurs postaux
Le Syndicat des opérateurs postaux (SOP) est un syndicat professionnel français, créé le 1er décembre 2006. À la suite de la loi de régulation des activités postales de mai 2005, le SOP a vocation à rassembler tous les opérateurs postaux ayant obtenu une licence pour distribuer du courrier adressé en France ou au départ de la France.

## Présentation
Le SOP est organisé en deux commissions : une commission économique et une commission sociale. Ainsi, outre ses activités professionnelles sur la défense de la profession et la mise en œuvre des décisions de l'Autorité de régulation des communications électroniques et des postes (ARCEP), le SOP est également une chambre patronale ayant ouvert la négociation visant à conclure une convention collective nationale des activités postales.
Le SOP est dirigé par un président dont le mandat est de 3 ans renouvelable. À sa création en décembre 2006, le SOP était présidé par Raymond Redding, Directeur général délégué et Directeur du courrier du groupe La Poste jusqu'à sa démission de l'entreprise le 21 avril 2009 ; son remplaçant Nicolas Routier a également repris la présidence du SOP depuis cette date.